# Horseball
Horseball (česky také Horsbal) je týmová míčová hra, kterou hráči hrají jezdící na koni. Úkolem soupeřících týmů je skórovat co nejvíce košů, hra je založena na kombinaci pravidel koňského póla, basketbalu a ragby. Hra vznikla ve 30. letech 20. století ve Francii modernizací argentinského národního sportu pato a patří mezi devět jezdeckých sportů oficiálně patřících pod Mezinárodní federaci pro jezdecké sporty.

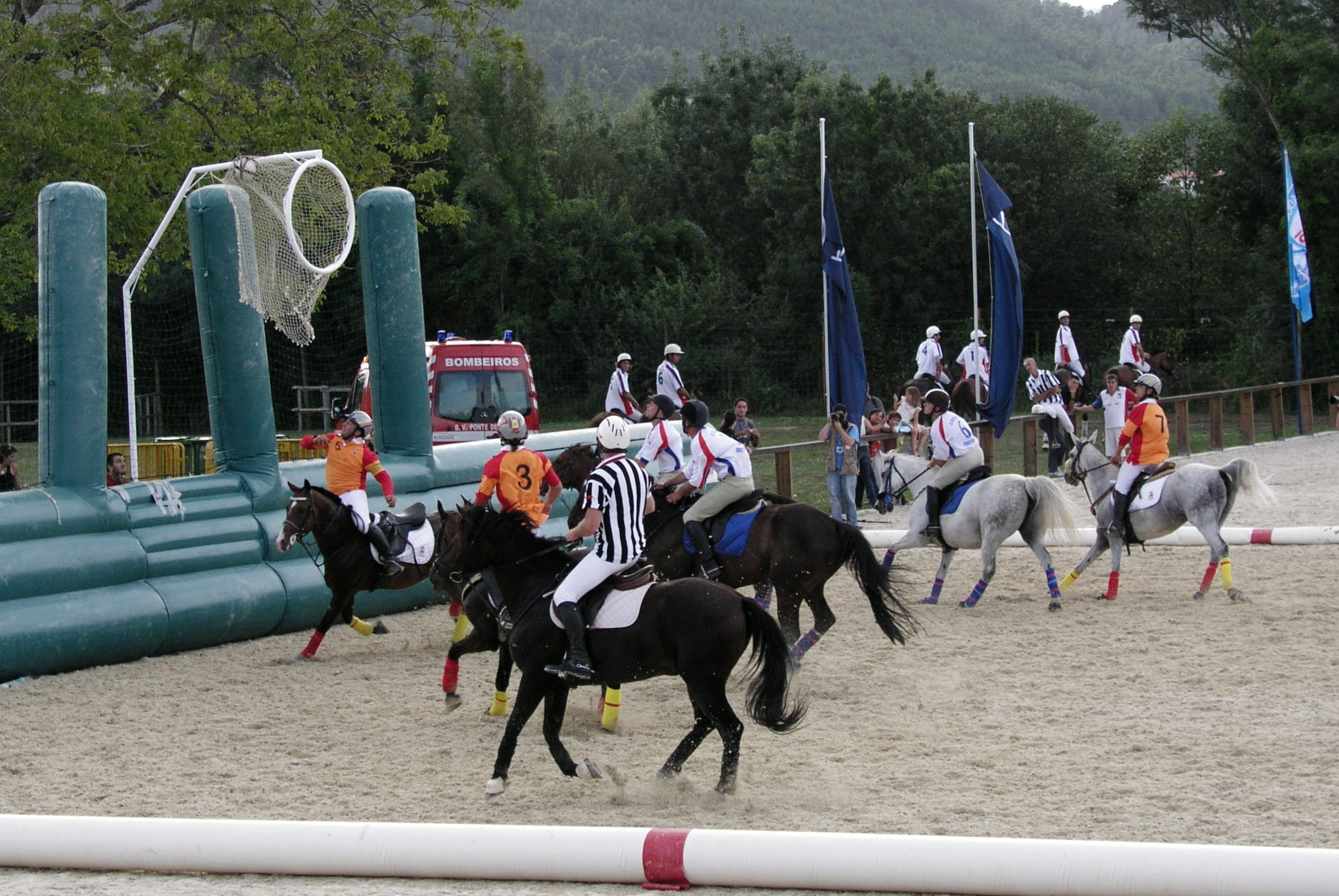
Mistrovství světa v Ponte de Lima

## Historie
Od počátku 18. století byla podobná hra s názvem pato (v překladu kachna) populární v Argentině. Místo míče se ovšem ke hře používala opravdová kachna a při hře docházelo často ke smrtelným úrazům, na konci téhož století byla tudíž hra oficiálně zakázána. Principy hry převzal horseball, přesto se argentinské pato v Jižní Americe stále hraje a od roku 1953 si drží statut argentinského národního sportu.

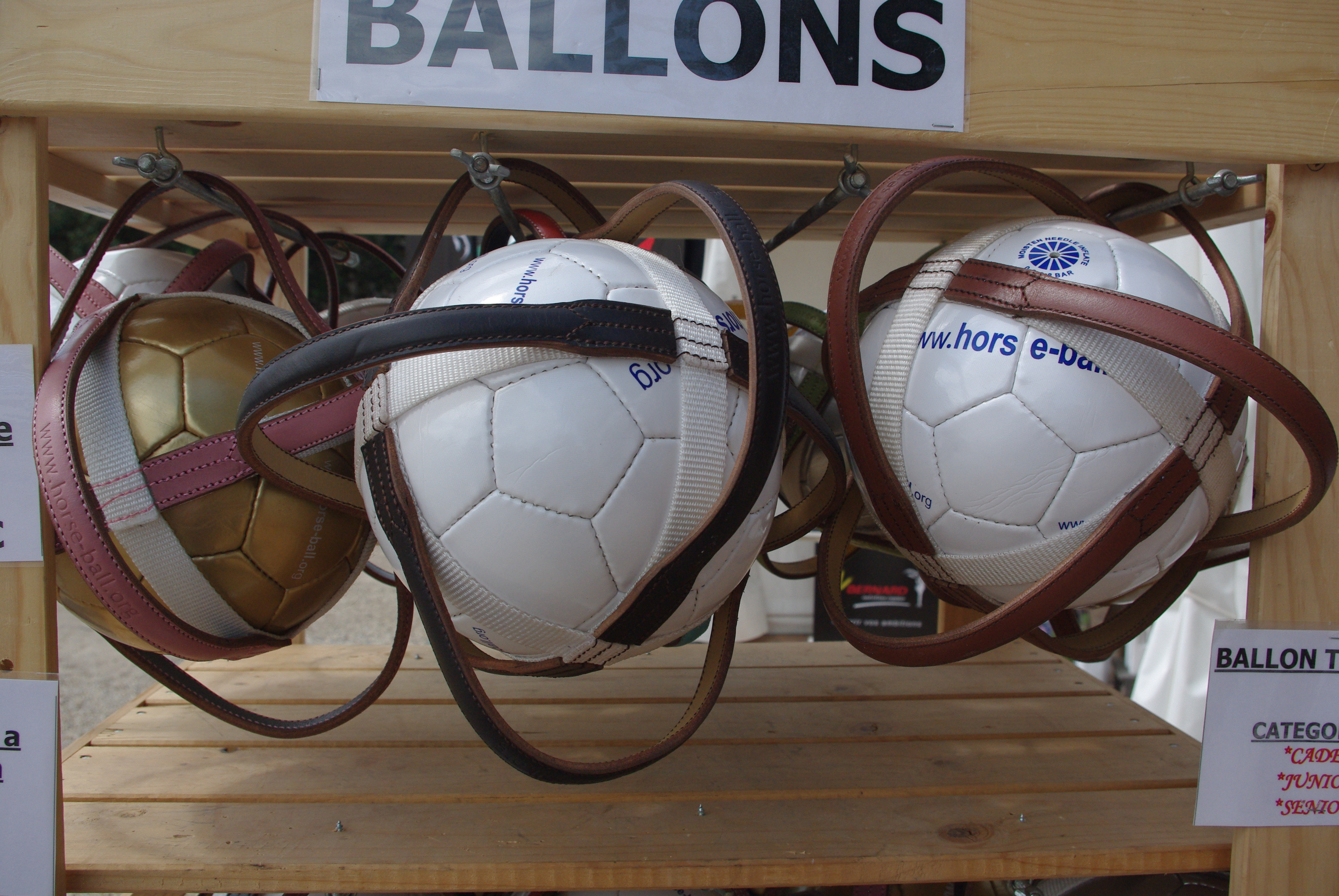
Horseballové míče

## Pravidla
Hru hrají dva týmy po čtyřech hráčích (plus dva eventuální střídající). Týmy mohou být smíšené, pokud není řečeno jinak. Probíhá na obdélníkovém hřišti 60-75 m dlouhém a 20-30 m širokém na měkkém povrchu, nejčastěji písku. Jejich cílem je do překonat hřiště nejméně třemi přihrávkami a dostat míč do koše. Na horseballový míč je typicky napojeno šest kožených rukojetí pro snazší odebrání míče.
Během hry musí hráči dodržovat základní pravidla:
- Před střelbou na koš jsou nutné nejméně tři přihrávky
- Je zakázáno předávání míče
- Hráč může míč držet maximálně 10 sekund
- Hráč se nesmí zvednout ani sesednout ze sedla

Bránící soupeř se snaží vytlačit útočícího protihráče vytlačit mimo hřiště nebo mu sebrat míč. Je povoleno také přihrávat dozadu. Pokud míč upadne, mohou ho zvednout hráči před pádem směřující k místu, kde míč spadl. Toto pravidlo se stanovilo, aby nedocházelo ke kolizím mezi hráči. Během zvedání míče se hráč také nemůže zvednout ze sedla. Při faulování následují tři druhy trestů podle závažnosti přestupku - trestný hod z pěti nebo deseti metrů či pouze rozehrávka z místa zakázaného zákroku.

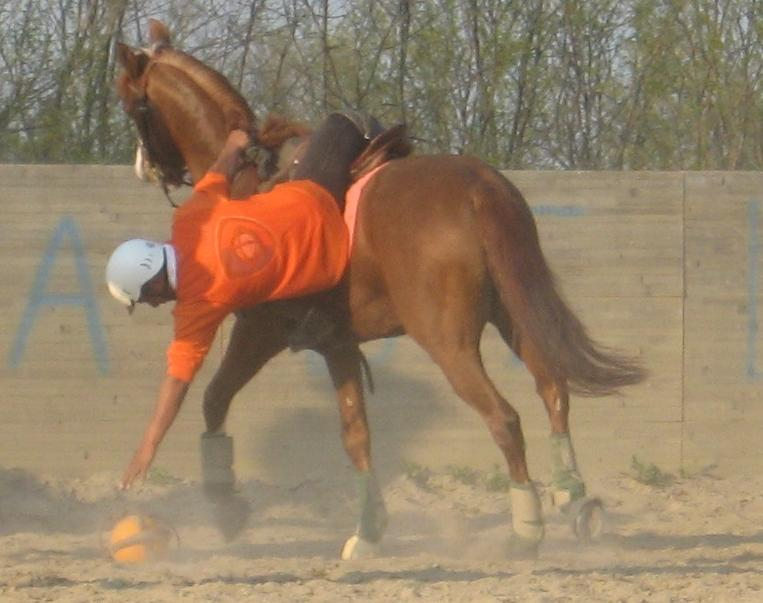
Zvedání míče ze země

## Horseball ve světě
Hra se hraje zejména ve Francii a v okolních zemích. První mistrovství Evropy bylo uspořádáno v roce 1992 v Paříži. Ženská kategorie byla poprvé přidána v roce 2003 v italském Albano Terme, od stejné doby se konají též šampionáty pro sportovce pod 16 let. První Mistrovství světa v horseballu se konalo roku 2008 v portugalském Ponte de Lima a od té doby se pořádá každé čtyři roky. Nejčastějším vítězem světových soutěží je Francie.
Členy Mezinárodní horseballové federace jsou Francie, Velká Británie, Belgie, Německo, Rakousko, Itálie, Španělsko, Portugalsko, Brazílie, Nizozemsko, USA a Kanada. Jejím cílem je budoucí zařazení sportu na seznam olympijských disciplín.
Česká republika prozatím není členem Mezinárodní horseballové federace a tento sport se v naší zemi takřka neprovozuje.